# نادي تشينغداو
نادي تشينغداو هو نادي كرة قدم صيني من مدينة تشينغداو يلعب في الدوري الصيني الممتاز،تأسس النادي في 2013.